# Ingvar Gärd
Gustaf Ingvar Bertil Gärd (Malmö, 1921. október 6. – Malmö, 2006. augusztus 31.), svéd válogatott labdarúgó, edző.

## Sikerei, díjai

### Klub
- Malmö FF
  - Svéd első osztály bajnoka: 1943-44, 1948-49, 1949-50
  - Svéd kupa: 1944, 1946, 1947